# Tier 2-kapitaal
Tier 2-kapitaal behoort tot het vermogen van een bank waar eventuele verliezen mee kunnen worden opgevangen, gezien vanuit het perspectief van de toezichthouder. Het vermogen van de bank bestaat uit diverse componenten, ingedeeld naar Tier 1-kapitaal en Tier 2-kapitaal.
Het Basel Committee on Banking Supervision geeft regels voor het gewicht van verschillende soorten leningen naar rato van het verwachte risico en het kapitaal wat daar tegenover dient te staan.

## Beschrijving
Het kern- of Tier 1-kapitaal van de bank kent géén contractuele aflosverplichtingen, het vermogen is permanent ter beschikking gesteld aan de bank, en er zijn géén belemmeringen om eventuele verliezen ten laste van dit vermogen te brengen. Verder is er ook geen verplichting om dividendbetalingen te doen of andere vergoedingen aan de vermogensverstrekkers te betalen. 
Voor het Tier 2-kapitaal of aanvullend kapitaal bestaan er wel verplichtingen tot het doen van dit soort betalingen aan de verstrekkers van dit kapitaal. De kwaliteit van dit vermogensbestanddeel is minder dan van Tier 1-kapitaal in de ogen van de toezichthouders.
Het Tier 2-kapitaal is verdeeld in twee subcategorieën, namelijk hoger aanvullend en lager aanvullend kapitaal (upper Tier 2 en lower Tier 2). 
- Onder hoger aanvullend kapitaal vallen cumulatief preferente aandelen met onbepaalde looptijd, schulden met een onbepaalde looptijd en herwaarderingsreserves[1].
- Lager aanvullend kapitaal bestaat uit langlopende achtergestelde leningen[1]. Schulden onder het lower Tier 2 met een contractuele resterende looptijd korter dan vijf jaar tellen in aflopende mate mee in deze toetsingsvermogen berekening.

Het totale in aanmerking te nemen Tier 2-kapitaal dient kleiner te zijn dan of gelijk te zijn aan het Tier 1-kapitaal. Het lower Tier 2-kapitaal mag niet meer bedragen dan 50% van het Tier 1-kapitaal.